# Benjamin Stoloff
Benjamin Stoloff, detto Ben (Filadelfia, 6 ottobre 1895 – Hollywood, 8 settembre 1960), è stato un regista e produttore cinematografico statunitense.

## Filmografia parziale

### Regista
- Be Yourself, co-regia di Al St. John (1924)
- The Mad Racer - cortometraggio (1926)
- Silver Valley (1927)
- Rivincita (Speakeasy) (1929)
- Giorni felici (Happy Days) (1929)
- Goldie (1931)
- The Devil Is Driving (1932)
- Il re del Far West (Destry Rides Again) (1932)
- Night of Terror (1933)
- Palooka (1934)
- Transatlantic Merry-Go-Round (1934)
- I demoni del mare (Sea Devils) (1937)
- Lettera anonima (Super-Sleuth) (1937)
- Che succede a San Francisco? (The Lady and the Mob) (1939)
- The Marines Fly High, co-regia di George Nichols Jr. (1940)
- Take It or Leave It (1944)
- Johnny Comes Flying Home (1946)
- It's a Joke, Son! (1947)
- Home Run Derby (1960) - serie TV, 26 episodi

### Produttore
- Non c'è amore più grande (No Greater Love), regia di Lewis Seiler (1932)
- Il coraggio delle due (Two O'Clock Courage), regia di Anthony Mann (1945)